# 미치광이풀
미치광이풀은 가지과의 여러해살이풀로, 한국 중부 이북에 분포하는 고유종이다.

## 생태
숲속의 습지에서 자라며 높이는 30-60센티미터 정도이고, 굵고 마디가 있는 땅속줄기가 옆으로 뻗으면서 자라는데, 땅속줄기 끝에서 곧추 선 원줄기가 올라온다. 잎은 어긋나며, 가장자리가 밋밋한 달걀 모양이다. 4-5월에 피는 꽃은 종처럼 생겼고, 짙은 보라색을 띤다. 열매는 씨방이 여러 개이고, 7월 무렵에 익은 후 말라서 쪼개지는데 까만색 씨앗이 다수 있다. 땅속줄기에는 히오시아민, 스코폴라민, 아트로핀 같은 물질이 들어 있어서 강한 독성을 띤다. 독성이 너무 강해서 잘못 먹으면 미치광이가 된다고 하여 미치광이, 미친풀, 광대작약, 초우성, 독뿌리풀 같은 이름도 가지고 있다.

## 쓰임새
한방에서 땅속줄기를 가을에 캐서 말려 두었다가 진정제와 진통제로 사용한다. 황산아트로핀의 제조 원료로 쓰이기도 한다.

## 사진

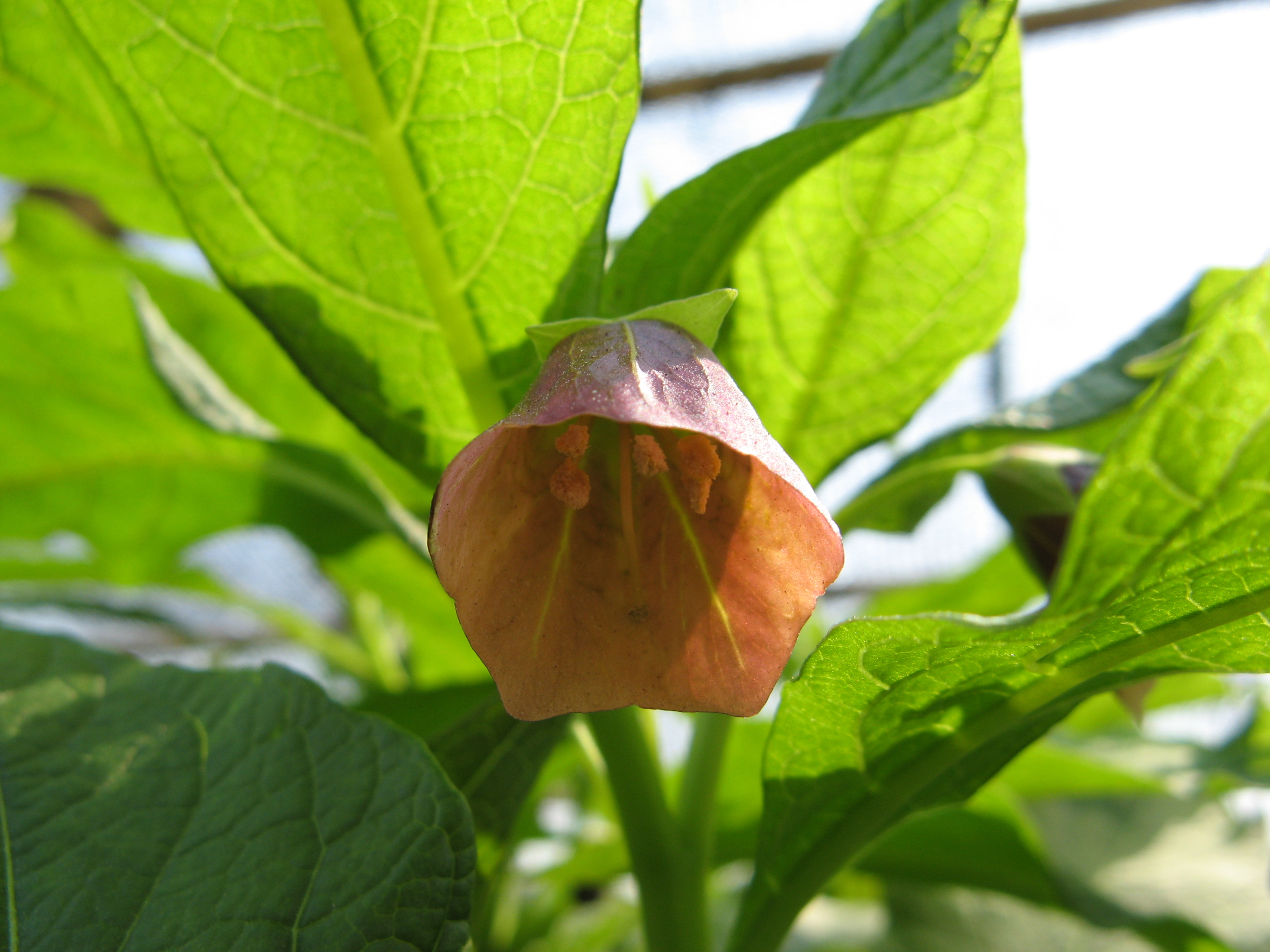
꽃
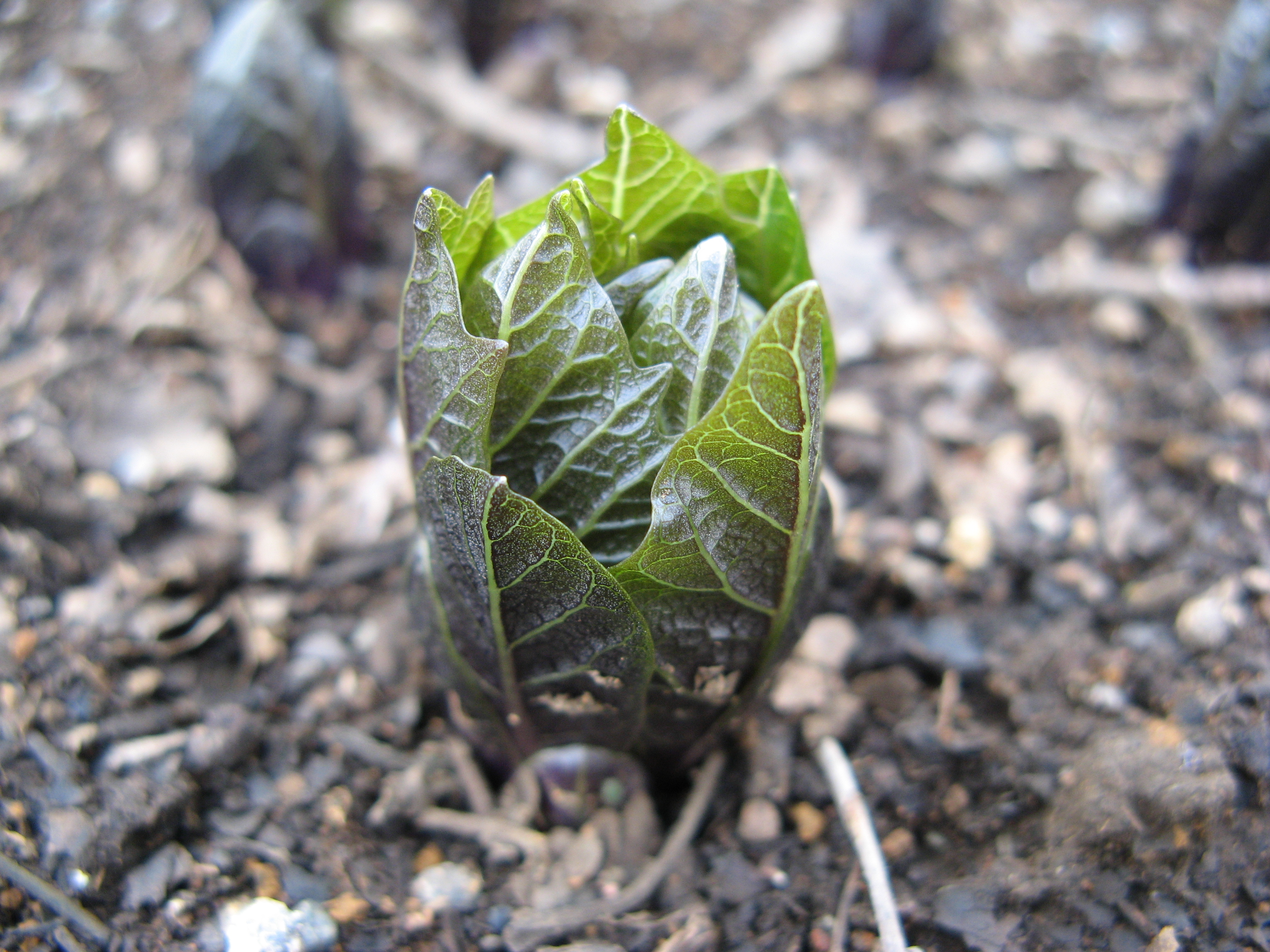
어린순

## 참고 문헌
- 이 문서에는 다음커뮤니케이션(현 카카오)에서 GFDL 또는 CC-SA 라이선스로 배포한 글로벌 세계대백과사전의 내용을 기초로 작성된 글이 포함되어 있습니다.